# Tongmuping
Tongmuping (kinesiska: 桐木坪, 桐木坪侗族乡) är en socken i Kina. Den ligger i provinsen Guizhou, i den sydvästra delen av landet, omkring 270 kilometer nordost om provinshuvudstaden Guiyang.